# Barão de Melgaço
Barão de Melgaço, amtlich portugiesisch Município de Barão de Melgaço, ist eine Gemeinde im brasilianischen Bundesstaat Mato Grosso am Rio Cuiabá. Die Bevölkerungszahl wurde zum 1. Juli 2019 auf 8564 Einwohner geschätzt, die auf einer großen Gemeindefläche von rund 11.427,7 km² leben und melgacianos oder melgacences genannt werden. Die Bevölkerungsdichte liegt bei 0,7 Einwohnern pro km². Die Stadt Barão de Melgaço ist 102 km von der Hauptstadt Cuiabá entfernt. 
Seine Bedeutung hat der Ort als Eingang zum Pantanal, der hier als Pantanal do Barão de Melgaço bekannt ist.

## Geographie
Umliegende Gemeinden sind Santo Antônio de Leverger, Itiquira, Nossa Senhora do Livramento, Poconé und Corumbá in Mato Grosso do Sul.

## Klima
Die Gemeinde hat tropisches Klima, Aw nach der Klimaklassifikation nach Köppen und Geiger. Die Durchschnittstemperatur ist 26,0 °C. Die durchschnittliche Niederschlagsmenge liegt bei 1305 mm im Jahr. Im Südsommer fallen in Barão de Melgaço deutlich höhere Niederschläge als im Südwinter.

## Geschichte
Benannt ist der Ort nach dem Admiral Augusto Leverger, der anlässlich des Tripel-Allianz-Krieges am Rio Cuiabá Befestigungsanlagen bauen ließ, die als Fortificações de Melgaço benannt und als Kulturerbe eingetragen sind. Leverger erhielt den Titel als Baron von Melgaço.
Der kleine Ort Vila de Melgaço wurde von 1943 bis 1948 umbenannt in Chacororé und erhielt am 12. Dezember 1953 mit Ausgliederung aus Santo Antônio de Leverger die Selbstverwaltungsrechte als Munizip, effektiv jedoch erst am 13. März 1954. Zuständig ist der Munizip für ein Gebiet vergleichbar der Größe von Oberösterreich.